# WWE Backlash
Backlash és un esdeveniment anual de pagament per visió (PPV) produït per l'empresa de lluita lliure professional World Wrestling Entertainment (WWE) el mes d'abril. L'esdeveniment es va crear el 1999, amb el seu esdeveniment inaugural produït com un esdeveniment In Your House a l'abril d'aquell any. L'any 2000 el show va ser renomenat com un esdeveniment anual de PPV produït per la WWE. El 2004 va passar a ser un PPV amb la participació exclusiva de la marca Raw però tres anys després el 2007, es va establir com un PPV amb la participació de les tres marques segons el format de WrestleMania.